# リル (メソポタミア神話)
リル（Lilu）は、シュメール神話の悪霊で、リリスに影響を与えたとされる存在。イナンナによってウルクに植えられた木の幹に住んでいたが、ウトゥの力によって退けられ、荒野へと逃亡した。リルはラマシュトゥやリリートゥ、アルダト・リリーとも同一視される。